# Меальяда
Меальяда (порт. Mealhada; [miɐ'ʎadɐ]) — город в Португалии, центр одноимённого муниципалитета в составе округа Авейру. Находится в составе крупной городской агломерации Большое Авейру. По старому административному делению входил в провинцию Бейра-Литорал. Входит в экономико-статистический субрегион Байшу-Воуга, который входит в Центральный регион. Численность населения — 4 тыс. жителей (город), 20,7 тыс. жителей (муниципалитет). Занимает площадь 111,14 км².

## Расположение
Город расположен в 35 км на юго-восток от адм. центра округа города Авейру.
Муниципалитет граничит:
- на севере — муниципалитет Анадия
- на востоке — муниципалитет Мортагуа
- на юго-востоке — муниципалитеты Пенакова,Коимбра
- на юге — муниципалитет Коимбра
- на западе — муниципалитет Кантаньеде

## История
Город основан в 1514 году

## Транспорт
| Численность населения муниципалитета по годам | Численность населения муниципалитета по годам | Численность населения муниципалитета по годам | Численность населения муниципалитета по годам | Численность населения муниципалитета по годам | Численность населения муниципалитета по годам | Численность населения муниципалитета по годам | Численность населения муниципалитета по годам | Численность населения муниципалитета по годам |
| --------------------------------------------- | --------------------------------------------- | --------------------------------------------- | --------------------------------------------- | --------------------------------------------- | --------------------------------------------- | --------------------------------------------- | --------------------------------------------- | --------------------------------------------- |
| 1801                                          | 1849                                          | 1900                                          | 1930                                          | 1960                                          | 1981                                          | 1991                                          | 2001                                          | 2004                                          |
| 2326                                          | 7102                                          | 9915                                          | 13869                                         | 17478                                         | 19305                                         | 18272                                         | 20751                                         | 21500                                         |

## Состав муниципалитета
В муниципалитет входят следующие районы:
1. Антеш
2. Баркосу
3. Казал-Комба
4. Лузу
5. Меальяда
6. Пампильоза
7. Вакариса
8. Вентоза-ду-Байру